# Killing Boy
killing Boy（キリング・ボーイ）は、日本のロックバンド。

## 来歴
2010年、ART-SCHOOLの木下理樹と同バンドの元メンバー日向秀和によって結成された。同年12月31日、「COUNTDOWN JAPAN 10/11」MOON STAGEにて初ライブを行う。
2011年3月、ファーストアルバム『killing Boy』を木下の自主レーベル「VeryApe Records」よりリリースし、初ツアーを行った。

## メンバー
- 木下理樹（ギター、ヴォーカル、シンセサイザー[7]）
- 日向秀和（ベース、シンセサイザー[7]） - ストレイテナー、Nothing's Carved In Stoneのベーシストとしても活動している[5]。

### レギュラーサポート
- 伊東真一（ギター[7]） - 元SPARTA LOCALS、HINTOのギタリスト[7]。
- 大喜多崇規（ドラム[7]） - 日向が在籍するNothing's Carved In Stoneのドラマー[7]。

伊東と大喜多は、ライブ、レコーディングともに参加している。

## ディスコグラフィ

### アルバム
1. killing Boy （2011年3月9日[9]、オリコン39位）
2. Destroying Beauty（2012年6月6日、オリコン34位）